# Hortonia angustifolia
Hortonia angustifolia là một loài thực vật thuộc họ Monimiaceae. Đây là loài đặc hữu của Sri Lanka.